# Ауар, Уссем
Уссе́м-Эдди́н Шааба́н Ауа́р (фр. Houssem-Eddine Chaâbane Aouar, араб. حُسَام الدِّين شَعْبَان عَوَار‎; род. 30 июня 1998, Лион) — алжирский и французский футболист, атакующий полузащитник клуба «Аль-Иттихад» и сборной Алжира.

## Клубная карьера
Родился в пригороде Лиона в семье алжирских мигрантов. Его родители работали в небольшом ресторане недалеко от дома. В восемь лет попал в скромную футбольную школу «Виллербан». Его дебют в основном составе «Лиона» состоялся 16 февраля 2017 года в поединке Лиги Европы против «АЗ». Выйдя на замену на 84-й минуте вместо Серхи Дардера, он забил свой первый гол. Ровно через два месяца дебютировал в матче Лиги 1 против «Бастии». Ауар попал в стартовый состав, однако встреча была отложена из-за бесчинств фанатов. Всего в дебютном сезоне он выходил на поле в трёх встречах.

### Сезон 2017/2018
Следующий сезон Ауар полностью провёл в основной команде «ткачей». Он был задействован в 32 матчах, забил 6 голов и раздал 6 голевых передач. Первый мяч забил 23 сентября в ворота «Дижона» (3:3). 10 декабря отметился первым дублем, принеся своей команде волевую победу на «Амьеном» (2:1). Во второй половине сезона получил стабильное место в стартовом составе, выходя на поле с первых минут в последних девяти матчах сезона. Тогда Ауар смог забить два гола и отдать четыре голевые передачи, а «Лион» выиграл 11 матчей и финишировал в зоне Лиги Чемпионов.

## Достижения
- Финалист Суперкубка Франции: 2017

## Клубная статистика
| Выступление      | Выступление      | Выступление      | Лига | Лига | Кубки | Кубки | Еврокубки | Еврокубки | Прочие | Прочие | Итого | Итого |
| Клуб             | Лига             | Сезон            | Игры | Голы | Игры  | Голы  | Игры      | Голы      | Игры   | Голы   | Игры  | Голы  |
| ---------------- | ---------------- | ---------------- | ---- | ---- | ----- | ----- | --------- | --------- | ------ | ------ | ----- | ----- |
| Олимпик Лион     | Лига 1           | 2016/17          | 3    | 0    | 0     | 0     | 2         | 1         | 0      | 0      | 5     | 1     |
| Олимпик Лион     | Лига 1           | 2017/18          | 32   | 6    | 4     | 0     | 8         | 1         | 0      | 0      | 44    | 7     |
| Олимпик Лион     | Лига 1           | 2018/19          | 37   | 7    | 3     | 0     | 7         | 0         | 0      | 0      | 47    | 7     |
| Олимпик Лион     | Лига 1           | 2019/20          | 25   | 3    | 8     | 5     | 8         | 1         | 0      | 0      | 41    | 9     |
| Олимпик Лион     | Лига 1           | 2020/21          | 12   | 3    | 0     | 0     | 0         | 0         | 0      | 0      | 12    | 3     |
| Олимпик Лион     | Итого            | Итого            | 109  | 19   | 15    | 5     | 25        | 3         | 0      | 0      | 149   | 27    |
| Всего за карьеру | Всего за карьеру | Всего за карьеру | 109  | 19   | 15    | 5     | 25        | 3         | 0      | 0      | 149   | 27    |